# Breuil-Barret
Breuil-Barret – miejscowość i gmina we Francji, w regionie Kraj Loary, w departamencie Wandea.
Według danych na rok 1990 gminę zamieszkiwało 741 osób, a gęstość zaludnienia wynosiła 50 osób/km² (wśród 1504 gmin Kraju Loary Breuil-Barret plasuje się na 702. miejscu pod względem liczby ludności, natomiast pod względem powierzchni na miejscu 782.).